# 燕薊
燕薊又名幽薊或幽燕，唐代、五代地名，治所在幽都縣（今北京市宛平縣），為燕薊節度使轄區，包括燕、薊等十一州，是防備契丹人的重鎮。五代時石敬瑭為反後唐向契丹求援，拜契丹酋長耶律德光為父，耶律德光扶植其建立後晉，天福三年（938年），石敬瑭按照耶律德光的要求把燕雲十六州割讓給契丹，其中包括了燕薊。

## 轄區
1. 燕州（或作幽州）：今北京宛平
2. 蓟州：今天津蓟县
3. 顺州：今北京顺义
4. 檀州：今北京密云
5. 儒州：今北京延庆
6. 瀛州：今河北河间
7. 莫州：今河北任丘北
8. 涿州：今河北涿州
9. 新州：今河北涿鹿
10. 妫州：今河北怀来
11. 武州：今河北宣化